# خطر كيميائي

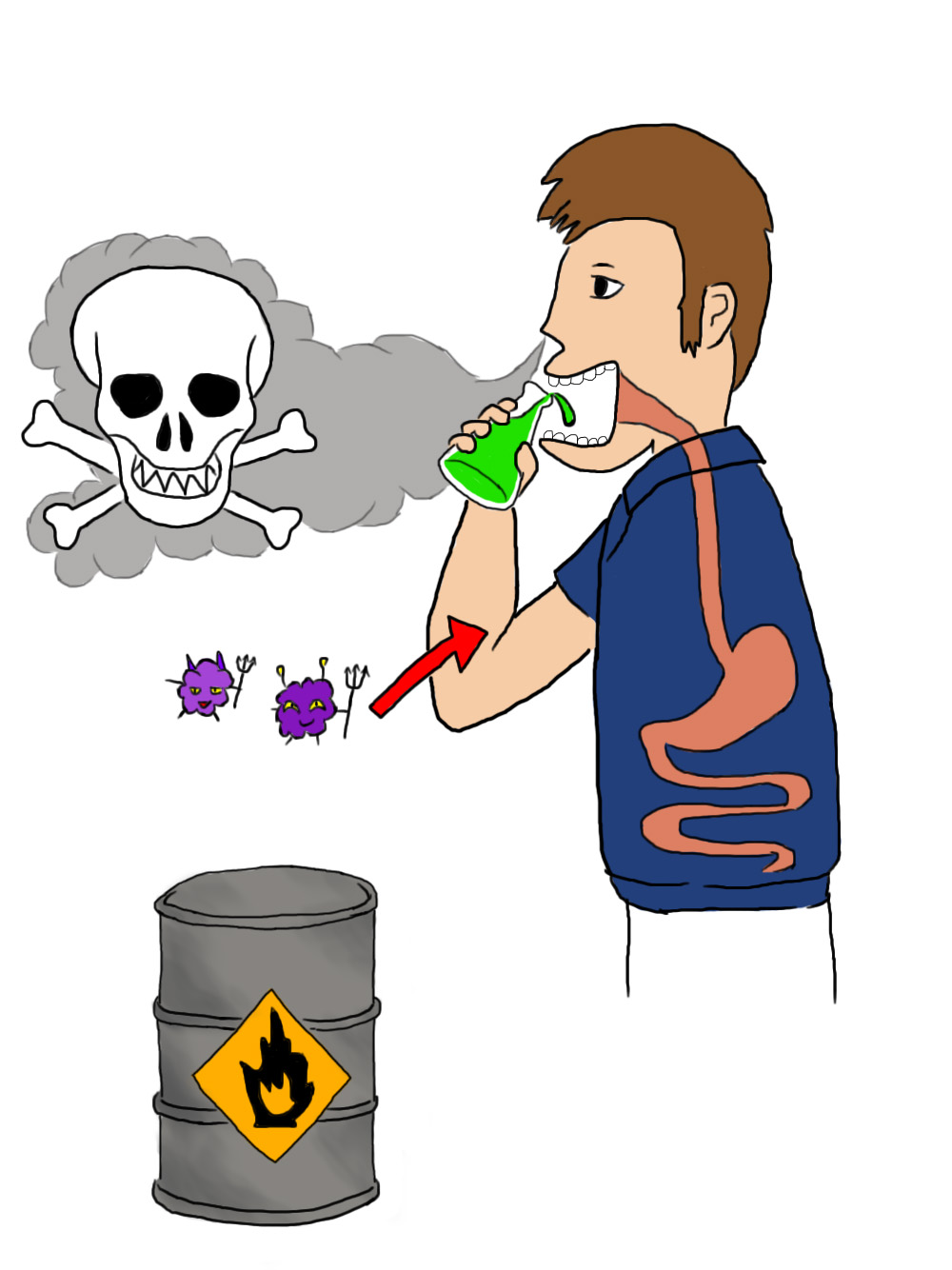
رسم تمثيلي يبرز أنواع الخطر الكيميائي

ينشأ الخطر الكيميائي (بالإنجليزية:  chemical hazard)‏ من التلوث الناتج عن المواد الكيميائية الضارة.

## أنواع الخطر
يمكن أن يتمثل الخطر الكيميائي في:
- السوائل والمحاليل مثل الأحماض والمذيبات؛ وخاصة في حالة عدم وجود ملصق تنبيهي عليها.
- الأبخرة الكيميائية
- المواد القابلة للاشتعال